# Burg Blatten
Die Burg Blatten ist eine Burgruine in der Gemeinde Oberriet, im Kanton St. Gallen in der Schweiz. Der quadratische Bergfried steht unweit des Rheins auf einem Felsen südlich der Gemeinde Oberriet.

## Geschichte

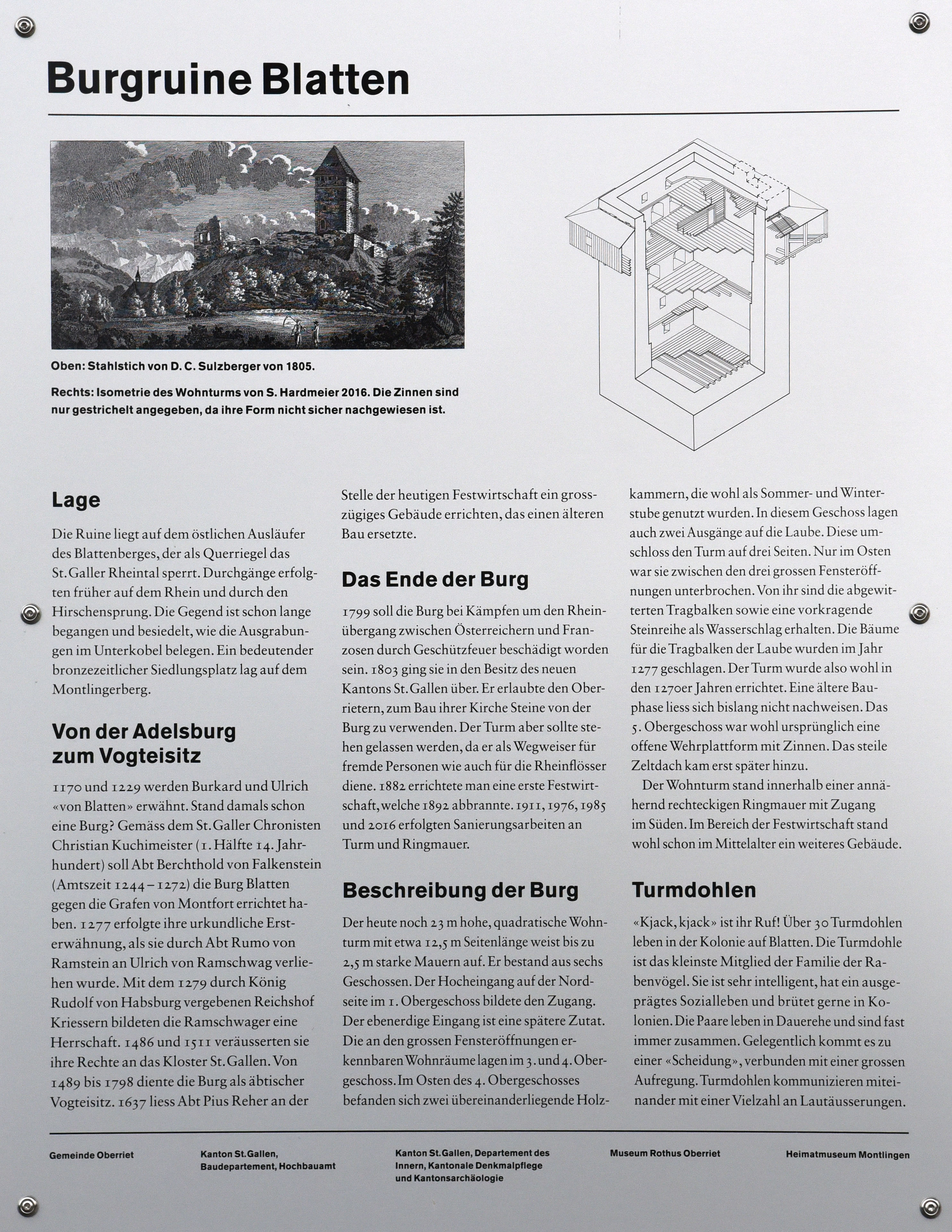
Infotafel zur Burg beim Gewölbekeller

1170 wurde mit Burkardus de Blattûn und 1229 mit Ulricus de Blattenn das Geschlecht erstmals genannt. Wie der Chronist Christian Kuchimeister berichtet, wurde die Burg kurz vor 1270 im Gebiet des Reichshofs Kriessern, der zusammen mit der Vogtherrschaft im Thurgau und Zürichgau, 1278 an Heinrich Walter von Ramschwag (Herren von Ramschwag) für die geleistete Hilfe an König Rudolf in der Schlacht auf dem Marchfeld verliehen worden war, durch den Abt von St. Gallen, Berchtold von Falkenstein als Schutz gegen die Grafen von Montfort-Werdenberg errichtet und 1277 an Ulrich von Ramschwag verliehen.
Wegen Beteiligung am Appenzellerkrieg wurden Burg und Herrschaft zeitweise als Lehen entzogen. 1458 verkauften Walter Heinrich und Ulrich von Ramschwag die Burg und Herrschaft an den Bürger von Konstanz, Jakob Mangold. 1486 erfolgte ein Rückkauf durch Abt Ulrich Rösch von St. Gallen. 1637 bis 1640 liess Abt Pius Reher Umbauten ausführen. Die Anlage war dann bis 1798 Amtssitz der Vögte von Kriessern. Die Burg wurde 1799 im Französischen Krieg zerstört. Um 1911 wurde die Anlage teilweise als Steinbruch benutzt. 

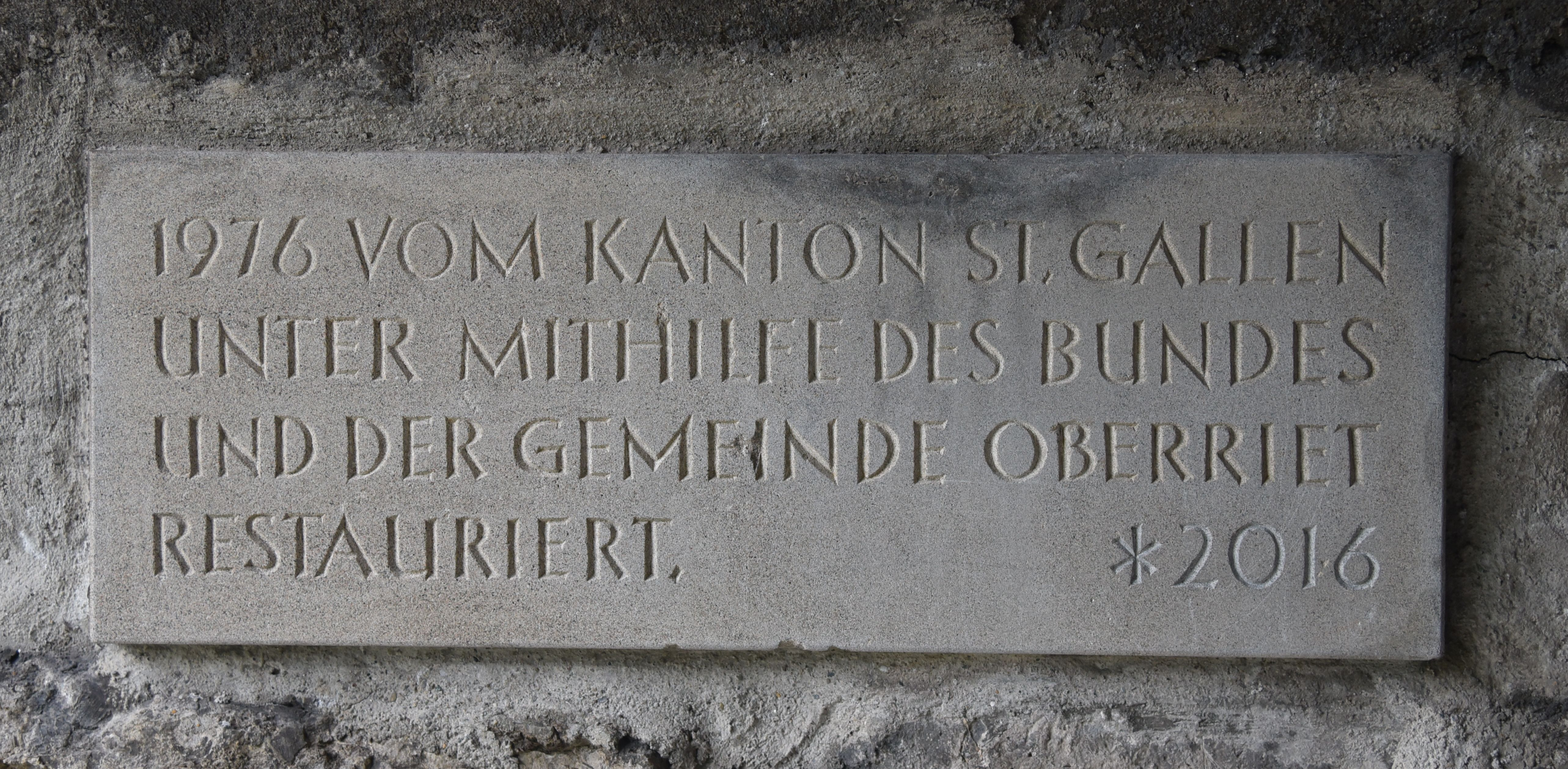
Tafel in Erinnerung an die Restaurierung

Eine erste Sanierung des Turms erfolgte durch den Kanton St. Gallen. Weitere Restaurierungen wurden 1977 am Turm und 1985 an den Umfassungsmauern und den Resten des Burgtors durchgeführt.

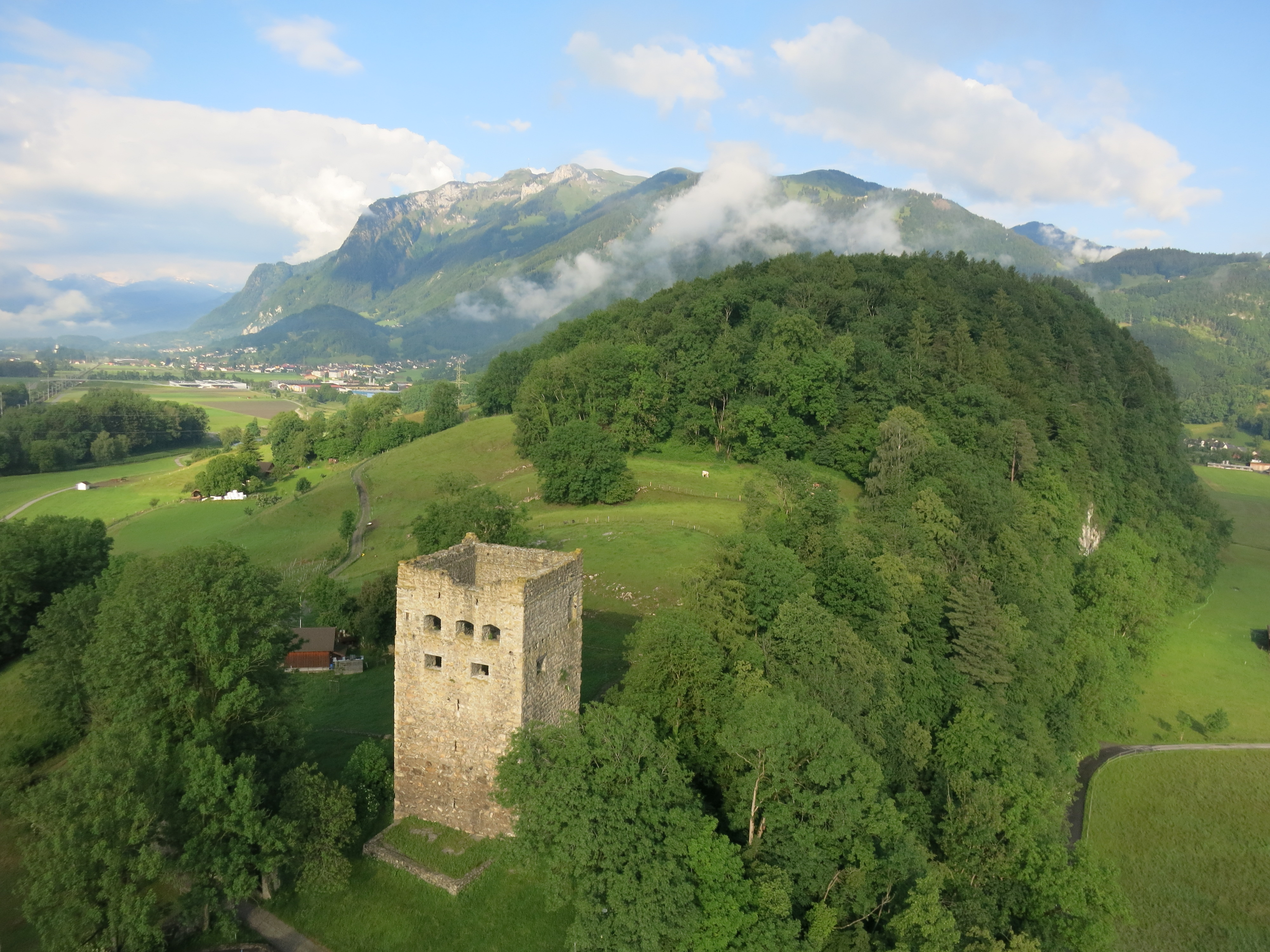
Luftaufnahme (2016)

Bei der Rheintaler Bevölkerung ist die Burgruine als Schloss Blatten bekannt. Das Gelände der ehemaligen Burganlage sowie das Innere des Turmes (es sind keine Stockwerke mehr vorhanden) sind frei zugänglich. Auf dem noch erhaltenen Gewölbekeller steht ein nachträglich errichtetes Holzgebäude. Dieses wird von April bis September durch den Skiclub Oberriet als Schlosswirtschaft betrieben.